# Eighty Mile Beach
Eighty Mile Beach, 80-mile Beach – plaża nad Oceanem Indyjskim, rozciągająca się wzdłuż północno-zachodniego wybrzeża Australii, między miastami Broome a Port Hedland.
Plaża ma długość 220 km. 7 czerwca 1990 roku około 1750 kilometrów kwadratowych plaży i przyległych lądów, a także bagna Mandory, objętych zostało ochroną międzynarodowej konwencji ramsarskiej. Jest to jedno z istotnych miejsc dla migrujących ptaków brzegowych lub brodzących w Australii.

## Flora
Wydmy wzdłuż plaży porastane są przez Spinifex longifolius i Crotalaria cunninghamii. Najliczniejsze gatunki traw występujące na terenie plaży to Whiteochloa airoides i Triodia epactia. Trawiaste tereny śródlądowe zostały silnie zmodyfikowane przez intensywny wypas bydła i zdominowane zostały przez introdukowaną trawę Cenchrus ciliaris.

## Fauna
Główną wartością ochronną Eighty Mile Beach jest obecność bardzo dużej liczby ptaków brzegowych, dla których jest to jeden z najważniejszych obszarów postojowych. Przebywają tutaj takie ptaki jak: biegus wielki, rybitwa wielkodzioba, szlamnik zwyczajny, biegus rdzawy, biegus krzywodzioby, biegus rdzawoszyi, sieweczka pustynna, Charadrius veredus, biegus ostrosterny, Numenius minutus.